# Treno Verde
Treno Verde è una campagna itinerante realizzata da Legambiente e dal gruppo Ferrovie dello Stato Italiane che fa tappa ogni anno, per tre giorni, in alcune delle maggiori città italiane (la prima edizione risale al 1988). Si tratta di un vero e proprio laboratorio mobile composto da carrozze espositive con mostre, esperimenti e pannelli informativi, dedicati ai temi legati all'energia, all'inquinamento e allo sviluppo sostenibile.
Sul Treno viaggia anche il laboratorio mobile dell'Istituto sperimentale delle Ferrovie dello Stato, un mezzo attrezzato con centraline di monitoraggio dell'inquinamento acustico ed atmosferico, che viene posizionato in un punto strategico della città visitata, come una piazza o una via trafficata, e che analizza i livelli di rumore e dei principali inquinanti dell'aria, come polveri sottili, ossidi di azoto, monossido di carbonio durante i giorni di sosta del treno. Il monitoraggio fornisce dati precisi riguardo alla qualità dell'aria e ai livelli di rumore nei giorni in cui il Treno Verde è fermo in stazione. Durante la sosta del convoglio in città, vengono organizzate visite guidate e attività di educazione ambientale rivolte alle scuole e ai cittadini, mentre nella carrozza conferenze si tengono incontri pubblici sui temi dei "mali da traffico" e della mobilità sostenibile. Una conferenza stampa alla fine di ogni tappa traccia il bilancio dei tre giorni di visita e rende noti i risultati dei monitoraggi effettuati, per sensibilizzare l'opinione pubblica e delle amministrazioni locali sui temi della qualità urbana.
Il Treno verde negli anni '90 è stata una iniziativa importante per la difesa dell'ambiente che ha ricevuto il plauso del partito ecologista e di Radio Radicale. Ermete Realacci, Mario Di Carlo di Legambiente, Mario Miniacci e Attilio Zocca delle Ferrovie dello Stato hanno contribuito all'iniziativa ed al successo del Treno Verde.